# Л. Пантелєєв
Л. Пантелєєв (рос. Л. Пантелеев, справжє ім'я — Єремєєв Олексій Іванович) — російський письменник.
Народився 22 серпня 1908 р. у Петербурзі. Помер 9 липня 1987 р. Закінчив чотири курси робітфаку Ленінградського технологічного інституту (1930) та факультет суспільних наук при Спілці письменників (1936). Друкувався з 1924 р.
За його повістю «Годинник» на Одеській кіностудії знято фільм «Золотий годинник» (1968). Нагороджений орденом Трудового Червоного Прапора, медалями. Був членом Спілки письменників Росії.